# Plagiomnium
Genre
Plagiomnium est un genre de Bryophytes (mousses) de la famille des Mniaceae.

## Liste des espèces et variétés
Selon Catalogue of Life (19 juin 2013) :
- Plagiomnium acutum
- Plagiomnium affine
- Plagiomnium arbuscula
- Plagiomnium carolinianum
- Plagiomnium ciliare
- Plagiomnium confertidens
- Plagiomnium cordatum
- Plagiomnium cuspidatum
- Plagiomnium drummondii
- Plagiomnium elatum
- Plagiomnium elimbatum
- Plagiomnium ellipticum
- Plagiomnium insigne
- Plagiomnium integrum
- Plagiomnium japonicum
- Plagiomnium maximoviczii
- Plagiomnium medium
- Plagiomnium novae-zealandiae
- Plagiomnium rhynchophorum
- Plagiomnium rostratum
- Plagiomnium succulentum
- Plagiomnium tezukae
- Plagiomnium undulatum
- Plagiomnium venustum
- Plagiomnium vesicatum

Selon ITIS (19 juin 2013) :
- variété Plagiomnium medium var. curvatulum (Lindb.) Crum & Anderson
- variété Plagiomnium medium var. medium (Bruch & Schimp. in B.S.G.) T. Kop.
- Plagiomnium carolinianum (Anderson) T. Kop.
- Plagiomnium ciliare (C. Müll.) T. Kop.
- Plagiomnium cuspidatum (Hedw.) T. Kop.
- Plagiomnium drummondii (Bruch & Schimp.) T. Kop.
- Plagiomnium ellipticum (Brid.) T. Kop.
- Plagiomnium insigne (Mitt.) T. Kop.
- Plagiomnium medium (Bruch & Schimp. in B.S.G.) T. Kop.
- Plagiomnium rostratum (Schrad.) T. Kop.
- Plagiomnium venustum (Mitt.) T. Kop.

Selon NCBI (19 juin 2013) :
- Plagiomnium acutum
- Plagiomnium affine
- Plagiomnium arbuscula
- Plagiomnium ciliare
- Plagiomnium confertidens
- Plagiomnium cordatum
- Plagiomnium curvatulum
- Plagiomnium cuspidatum
- Plagiomnium drummondii
- Plagiomnium elatum
- Plagiomnium ellipticum
- Plagiomnium insigne
- Plagiomnium integrum
- Plagiomnium japonicum
- Plagiomnium maximoviczii
- Plagiomnium medium
- Plagiomnium novae-zealandiae
- Plagiomnium rhynchophorum
- Plagiomnium rostratum
- Plagiomnium succulentum
- Plagiomnium tezukae
- Plagiomnium trichomanes
- Plagiomnium undulatum
  - variété Plagiomnium undulatum var. madeirense
- Plagiomnium venustum
- Plagiomnium vesicatum

Selon Tropicos (19 juin 2013) (Attention liste brute contenant possiblement des synonymes) :
- Plagiomnium acutum (Lindb.) T.J. Kop.
- Plagiomnium affine (Blandow ex Funck) T.J. Kop.
- Plagiomnium arbusculum (Müll. Hal.) T.J. Kop.
- Plagiomnium carolinianum (L.E. Anderson) T.J. Kop.
- Plagiomnium ciliare (Müll. Hal.) T.J. Kop.
- Plagiomnium cinclidioides (Huebener) M.C. Bowers
- Plagiomnium confertidens (Lindb. & Arnell) T.J. Kop.
- Plagiomnium cordatum T.J. Kop. & D.H. Norris
- Plagiomnium curvatulum (Lindb.) Schljakov
- Plagiomnium cuspidatum (Hedw.) T.J. Kop.
- Plagiomnium drummondii (Bruch & Schimp.) T.J. Kop.
- Plagiomnium ecklonii (Müll. Hal.) T.J. Kop.
- Plagiomnium elatum (Bruch & Schimp.) T.J. Kop.
- Plagiomnium elimbatum (M. Fleisch.) T.J. Kop.
- Plagiomnium ellipticum (Brid.) T.J. Kop.
- Plagiomnium floridanum R.E. Wyatt & Odrzykoski
- Plagiomnium insigne (Mitt.) T.J. Kop.
- Plagiomnium integroradiatum (Dixon) C. Gao & G.C. Zhang
- Plagiomnium integrum (Bosch & Sande Lac.) T.J. Kop.
- Plagiomnium japonicum (Lindb.) T.J. Kop.
- Plagiomnium kawadei (S. Okamura) Z. Iwats.
- Plagiomnium maximoviczii (Lindb.) T.J. Kop.
- Plagiomnium medium (Bruch & Schimp.) T.J. Kop.
- Plagiomnium novae-zealandiae (Colenso) T.J. Kop.
- Plagiomnium prorepens (Müll. Hal.) T.J. Kop.
- Plagiomnium rhynchophorum (Harv.) T.J. Kop.
- Plagiomnium rostratum (Schrad.) T.J. Kop.
- Plagiomnium rugicum (Laurer) T.J. Kop.
- Plagiomnium speciosum (Mitt.) M.C. Bowers
- Plagiomnium subelimbatum (Dixon) T.J. Kop.
- Plagiomnium succulentum (Mitt.) T.J. Kop.
- Plagiomnium tezukae (Sakurai) T.J. Kop.
- Plagiomnium trichomanes (Mitt.) T.J. Kop.
- Plagiomnium undulatum (Hedw.) T.J. Kop.
- Plagiomnium venustum (Mitt.) T.J. Kop.
- Plagiomnium vesicatum (Besch.) T.J. Kop.